# Південноамериканський кубок
Південноамериканський кубок (ісп. Copa Sudamericana, порт. Copa Sul-Americana) — щорічний міжнародний футбольний турнір, організований КОНМЕБОЛ після 2002 року. Це другі найпрестижніші клубні змагання у Південній Америці після Кубку Лібертадорес. Попри те, що організовуються КОНМЕБОЛ, в період між 2004 і 2008 роками до участі були запрошені також клуби КОНКАКАФ.
Змагання розпочалися у 2002 році після скасування Кубка Мерконорте і Кубка Меркосур. З моменту своєї появи, кубок розігрується за двоматчевою кубковою системою, причому кількість раундів і команд змінюється щороку. Турнір був виграний сімома різними командами. Переможець зустрічається з чемпіоном Кубка Лібертадорес наступного року в Рекопа Південної Америки.
«Інтернасьйонал» був єдиним непереможеним чемпіоном в історії кубка, з п'ятьма перемогами і п'ятьма нічиїми у 10 іграх у 2008 році.
У 2006 році «Пачука» стала першою не південноамериканською командою, що виграла змагання, організоване КОНМЕБОЛ.
Найуспішнішою командою є аргентинський «Бока Хуніорс», вигравши трофей двічі. «Бока Хуніорс» також є єдиною командою, яка успішно захистила титул.

## Формат змагання
Кожній національній асоціації надаються певні квоти на кількість клубів-учасників і уже асоціації вирішують, як їх заповнити.
Крім того, чинний чемпіон отримує місце в 1/16 фіналу. З наступного року чемпіону гарантовано місце в наступному розіграші Кубка Лібертадорес.
З 2012 року у турнірі бере по 4 клуби з кожної країни крім Аргентини (6 місць) і Бразилії (8 місць).

## Фінали
| Сезон | Переможець                           | Рахунок             | Фіналіст                            |
| ----- | ------------------------------------ | ------------------- | ----------------------------------- |
| 2002  | Сан-Лоренсо (Буенос-Айрес)           | 4:0, 0:0            | Атлетіко Насьйональ (Медельїн)      |
| 2003  | Сіенсіано (Куско)                    | 3:3, 1:0            | Рівер Плейт (Буенос-Айрес)          |
| 2004  | Бока Хуніорс (Буенос-Айрес)          | 0:1, 2:0            | Болівар (Ла-Пас)                    |
| 2005  | Бока Хуніорс (Буенос-Айрес)          | 1:1, 1:1 (пен. 4:3) | УНАМ Пумас (Мехіко)                 |
| 2006  | Пачука (Пачука)                      | 1:1, 2:1            | Коло-Коло (Сантьяго)                |
| 2007  | Арсенал (Саранді)                    | 3:2, 1:2            | Америка (Мехіко)                    |
| 2008  | Інтернасьйонал (Порту-Алегрі)        | 1:0, 1:1 (дч)       | Естудьянтес (Ла-Плата)              |
| 2009  | ЛДУ Кіто (Кіто)                      | 5:1, 0:3            | Флуміненсе (Ріо-де-Жанейро)         |
| 2010  | Індепендьєнте (Авельянеда)           | 0:2, 3:1 (пен. 5:3) | Гояс (Ґоянія)                       |
| 2011  | Універсідад де Чилі (Чилі)           | 1:0, 3:0            | ЛДУ Кіто (Кіто)                     |
| 2012  | Сан-Паулу (Сан-Паулу)                | 0:0, 2:0            | Тигре (Вікторія)                    |
| 2013  | Ланус (Ланус)                        | 1:1, 2:0            | Понте-Прета (Кампінас)              |
| 2014  | Рівер Плейт (Буенос-Айрес)           | 1:1, 2:0            | Атлетіко Насьйональ (Медельїн)      |
| 2015  | Санта-Фе (Богота)                    | 0:0, 0:0 (пен. 3:1) | Уракан (Буенос-Айрес)               |
| 2016  | Шапекоенсе (Шапеко)                  | посмертно           | Атлетіко Насьйональ (Медельїн)      |
| 2017  | Індепендьєнте (Авельянеда)           | 2:1, 1:1            | Фламенгу (Ріо-де-Жанейро)           |
| 2018  | Атлетіку Паранаенсі (Куритиба)       | 1:1, 1:1 (пен. 4:3) | Хуніор де Барранкілья (Барранкілья) |
| 2019  | Індепендьєнте дель Вальє (Санголькі) | 3:1                 | Колон (Санта-Фе)                    |
| 2020  | Дефенса і Хустісія (Буенос-Айрес)    | 3:0                 | Ланус (Ланус)                       |
| 2021  | Атлетіку Паранаенсі (Куритиба)       | 1:0                 | Ред Булл Брагантіно (Сан-Паулу)     |
| 2022  | Індепендьєнте дель Вальє (Санголькі) | 2:0                 | Сан-Паулу (Сан-Паулу)               |
| 2023  | ЛДУ Кіто (Кіто)                      | 1:1 (пен. 4:3)      | Форталеза (Форталеза)               |
| 2024  | Расінг (Авельянеда)                  | 3:1                 | Крузейро (Белу-Оризонті)            |